# Reungyos Janchaichit
Reungyos Janchaichit (thailändisch เรืองยศ จันชัยชิต, * 20. Juli 1997 in Bangkok) ist ein thailändischer Fußballspieler.

## Karriere
Reungyos Janchaichit erlernte das Fußballspielen in der Jugendmannschaft des damaligen Drittligisten Assumption United FC in der thailändischen Hauptstadt Bangkok. Seinen ersten Vertrag unterschrieb er 2015 beim Erstligisten Muangthong United. Der Club aus Pak Kret, einem nördlichen Vorort von Bangkok, spielte in der höchsten Liga des Landes, der Thai Premier League. 2015 wurde er an seinen Jugendverein Assumption United ausgeliehen. Der Erstligaaufsteiger Pattaya United aus Pattaya lieh ihn die Hinserie 2016 aus. Die Rückserie spielte er wieder auf Leihbasis bei seinem ehemaligen Verein Assumption. 2017 spielte er auf Leihbasis beim Bangkok FC. Bangkok spielte in der zweiten Liga, der Thai League 2. Am Ende der Saison musste Bangkok FC den Weg in die Drittklassigkeit antreten. Die Hinserie 2018 spielte er in der zweiten Liga beim Udon Thani FC aus Udon Thani. Anfang 2019 ging er zum Erstligisten Police Tero FC. Nach nur drei Monaten kehrte er im März 2019 wieder zu Muangthong zurück. Die Saison 2020 lieh ihn sein ehemaliger Verein Udon Thani FC aus. Für Udon Thaini absolvierte er elf Zweitligaspiele und schoss dabei ein Tor. Ende Dezember 2020 wechselte er auf Leihbasis bis Saisonende zum Zweitligisten Sisaket FC. Am Ende der Saison musste er mit dem Verein aus Sisaket den Weg in die dritte Liga antreten. Am 1. Juni 2021 kehrte er nach der Ausleihe zu Muangthong zurück. Der Erstligaabsteiger Trat FC nahm ihn Ende August 2021 unter Vertrag. Am Ende der Saison 2022/23 feierte er mit Trat die Vizemeisterschaft und den Aufstieg in die erste Liga. Am Ende der Saison 2023/24 belegte er mit Trat den letzten Tabellenplatz und musste somit in die zweite Liga absteigen. Nach dem Abstieg verließ er Trat und schloss sich im Juli 2024 dem Erstligaaufsteiger Rayong FC an. Für den Verein aus Rayong bestritt er 17 Erstligaspiele. Nach einer Spielzeit wechselte er im Sommer 2025 zum Bangkoker Zweitligisten Kasetsart FC.

## Erfolge
Trat FC
- Thailändischer Zweitligavizemeister: 2022/23  ▲